# I compagni di Eleusis
I compagni di Eleusis (Les compagnons d'Eleusis) è una serie televisiva francese in 30 episodi trasmessi per la prima volta nel corso di una sola stagione nel 1975.
È una serie thriller a sfondo avventuroso sulle indagini del giornalista Vincent Delamare e su Sophie Verdier, figlia di un banchiere immischiato in una società segreta che si basa sulle idee di Eleusis dell'Antica Grecia e che si propone di liberare il mondo dai valori materiali per sostituirli con quelli morali e spirituali.

## Episodi
| Stagione       | Episodi | Prima TV Francia |
| -------------- | ------- | ---------------- |
| Prima stagione | 30      | 1975             |

## Personaggi e interpreti
- Vincent, interpretato da Bernard Alane.
- Verdier, interpretato da Hubert Gignoux.
- Sophie, interpretata da Thérèse Liotard.
- Durand, interpretato da Yves Bureau.
- Mafel, interpretato da Marcel Dalio.
- Emmanuelle, interpretata da Catherine Sellers.
- Beaumont, interpretato da Pierre Tabard.
- Marceau, interpretato da Jean Degrave.
- Dumont, interpretato da François Devienne.
- Fabrègue, interpretato da Jacques Provins.
- Julien, interpretato da Jean-Marie Robain.
- Hervé Lafaurie, interpretato da Yvan Varco.
- Marin, interpretato da Gabriel Cinque.

## Produzione
La serie fu prodotta da TF1 e Telfrance. Le musiche furono composte da Georges Delerue. Tra i registi è accreditato Claude Grinberg, tra gli sceneggiatori lo scrittore di romanzi gialli e thriler Alain Paige.

## Distribuzione
La serie fu trasmessa in Francia dal 26 settembre 1975 al 16 novembre 1975 sulla rete televisiva TF1. In Italia è stata trasmessa con il titolo I compagni di Eleusis. È stata distribuita anche in Germania Ovest con il titolo Die Eingeweihten von Eleusis.